# 江藤美帆
江藤 美帆（えとう みほ、1972年 - ）は、富山県高岡市出身の経営者、マーケター。南葛SCマーケティング部長、株式会社マイナビ社外取締役、株式会社カワチ薬品社外取締役、株式会社リミックスポイント社外取締役。
アプリ「Snapmart」開発者。Snapmart株式会社の元代表取締役。
愛称：えとみほ。
元・Jリーグ栃木SC 取締役マーケティング戦略部長、元・株式会社ノジマ社外取締役。

## 来歴
外資IT企業などを経て、広告代理店在籍中にSNSマーケに特化したWebメディア「kakeru」を立ち上げ初代編集長に就任。「インスタジェニック」などのトレンドワードを生み出す。
2004年、英国企業のコンテンツライセンス管理会社を設立し、日本における「禁煙セラピー」の普及活動に従事。個人および法人に対する禁煙支援プログラムを販売。書籍・DVD売上は累計300万部を達成。2010年に事業譲渡。
その後スマホで写真が売れるアプリ「Snapmart」を開発。「Snapmart」のピクスタ株式会社への事業譲渡に伴い、新会社スナップマート株式会社へ移籍、代表に就任。2018年3月、代表を退任し非常勤顧問に就任。
2018年5月より、Jリーグ栃木SCのマーケティング戦略部長。2022年4月、栃木SC取締役を任期満了で退任。
2020年6月より株式会社ノジマ社外取締役。2021 年6月17日付でノジマ社外取締役を任期満了により退任。
2022年5月、株式会社カワチ薬品社外取締役に就任。
2022年5月、関東サッカーリーグ南葛SCマーケティング部長に就任。
2022年12月、株式会社マイナビ社外取締役に就任。

## 著書
- LinkedInリンクトインがわかる本（インプレス）2012年[13]
- アスリートのためのソーシャルメディア活用術 (マイナビ)